# Soledad Pérez (actriz)
María Soledad Ximena Pérez Peña (San Bernardo, 11 de junio de 1955) es una actriz y política chilena. Desarrolló una prolífica actividad en telenovelas entre 1977 y 1998. Hasta 2021 fue concejal por San Bernardo por el PPD.

## Biografía
Cursó sus estudios de teatro en un taller de teatro de Andrés Rillón y expresión corporal de Carlos Pitillo. Su debut fue en la obra Nadie sabe para quien se enoja (1974) de la compañía de teatro Ictus, dirigida por Nissim Sharim.
Entre sus primeros trabajos en televisión se cuentan la adaptación de La pérgola de las flores, realizada en 1975 para TVN, y la serie Martín Rivas de 1979 para la misma señal.
En 1981 emigró desde TVN a Canal 13, participando ese año en La madrastra y Casagrande. Con esta última producción todavía en rodaje, sufrió un grave accidente automovilístico tras ser impactada por un conductor en estado de ebriedad que manejaba contra el tránsito. La actriz sufrió graves lesiones en el rostro que le significaron siete años de recuperación e intervenciones reconstructivas.
Una vez recuperada, en 1983 retomó su carrera con la obra Parejas de trapo en el Teatro UC y la telenovela La noche del cobarde en Canal 13. Por 17 años fue un nombre estable del área dramática de la ex señal católica, destacando sus roles en Los títeres y La última cruz, donde tuvo un rol protagónico.
En 2001 se integró al emblemático programa de humor Jappening con ja, en la etapa liderada solamente por Eduardo Ravani en Mega.
Se casó en 2007 con Rodrigo Morgado y tiene un hijo llamado Matías.
En 2010 regresó a las teleseries en Mujeres de lujo de Chilevisión.

### Carrera política
El año 2012 se postuló como candidata a concejal por la comuna de San Bernardo, obteniendo el cargo por elección popular en el municipio por el correspondiente período de cuatro años y logrando la reelección en 2016 por un segundo periodo.
Durante su gestión fue una férrea defensora de las causas animalistas, algo a lo que se ha dedicado durante varios años de acuerdo a lo que se aprecia en sus redes sociales. En 2021 intentó llegar a la segunda reelección, sin embargo, no obtuvo los votos necesarios y quedó fuera de la municipalidad.

## Filmografía

### Telenovelas
| Año  | Título                         | Personaje         |             | Ref. |
| ---- | ------------------------------ | ----------------- | ----------- | ---- |
| 1977 | La Colorina                    | Cristina          | TVN         |      |
| 1979 | Martín Rivas                   | Edelmira Molina   | TVN         |      |
| 1981 | La Madrastra                   | Soledad           | Canal 13    |      |
| 1981 | Casagrande                     | Susana            | Canal 13    |      |
| 1983 | La noche del cobarde           | Linda             | Canal 13    |      |
| 1984 | Los títeres                    | Loreto Méndez     | Canal 13    |      |
| 1985 | La trampa                      | Rocío             | Canal 13    |      |
| 1985 | El prisionero de la medianoche | Corita            | Canal 13    |      |
| 1986 | Secreto de familia             | Marlene           | Canal 13    |      |
| 1987 | La última cruz                 | Tania Redondo     | Canal 13    |      |
| 1989 | La intrusa                     | Yolanda           | Canal 13    |      |
| 1990 | Acércate más                   | Vera              | Canal 13    |      |
| 1994 | Champaña                       | Gilda Cameratti   | Canal 13    |      |
| 1997 | Playa salvaje                  | Noelia Cáceres    | Canal 13    |      |
| 1999 | Fuera de control               | Madelyn Cisternas | Canal 13    |      |
| 2006 | Descarado                      | Lucía Munizaga    | Canal 13    |      |
| 2007 | Vivir con 10                   | Martita Díaz      | Chilevisión |      |
| 2010 | Mujeres de lujo                | Cecilia Escalante | Chilevisión |      |
| 2012 | La sexóloga                    | Zoila Cerda       | Chilevisión |      |
| 2013 | Graduados                      | Milagros          | Chilevisión |      |

### Series y unitarios
| Series y Unitarios | Series y Unitarios       | Series y Unitarios | Series y Unitarios           |
| Año                | Serie                    | Rol                | Comentarios                  |
| ------------------ | ------------------------ | ------------------ | ---------------------------- |
| 1975               | La pérgola de las flores | Cora               | Adaptación para teleteatro   |
| 1980               | Tres veces amor          | Silvia             | Película para televisión     |
| 1998               | Brigada Escorpión        | Secuestradora      | Episodio "El secuestro"      |
| 2002               | La vida es una lotería   | Clienta            | Episodio "Todo por Debora"   |
| 2004               | El Seductor              | Sara               | Película para televisión     |
| 2006               | La vida es una lotería   | Ivonne             | Episodio "Corazón de oro"    |
| 2010               | Una pareja dispareja     |                    |                              |
| 2013               | Familia moderna          | Olga Navarro       | Personaje recurrente         |
| 2014               | Infieles                 | Betty              | Episodio "El Rey del órgano" |

### Cine
| Películas | Películas                                                                   | Películas      | Películas           |
| Año       | Película                                                                    | Personajes     | Director            |
| --------- | --------------------------------------------------------------------------- | -------------- | ------------------- |
| 1984      | Como aman los chilenos                                                      |                | Alejo Álvarez       |
| 1998      | El cielo y la tierra son tan viejos como yo y las 10 mil cosas son una sola | Wendy          | Fernando Lavanderos |
| 2002      | Paraíso B                                                                   | Madre de Jimmy | Nicolás Acuña       |
| 2005      | Las mujeres no van al cielo                                                 | Paz            | José Valdebenito    |

## Historial electoral

### Elecciones municipales de 2008
- Elecciones municipales de 2008, candidata al concejo municipal de La Florida

(Se consideran sólo los 11 candidatos más votados y concejales electos, de un total de 46 candidatos)
| Candidato                    | Pacto                    | Partido | Votos  | %     | Resultado |
| ---------------------------- | ------------------------ | ------- | ------ | ----- | --------- |
| Rodolfo Carter Fernández     | Alianza                  | UDI     | 11 427 | 11,41 | Concejal  |
| Nicanor Herrera Quiroga      | Concertación Democrática | PS      | 8723   | 8,71  | Concejal  |
| Cecilia Pérez Jara           | Alianza                  | RN      | 7593   | 7,58  | Concejala |
| Marco Espinoza Cartagena     | Concertación Democrática | PDC     | 6643   | 6,63  | Concejal  |
| Eulogia Lavín Infante        | Alianza                  | UDI     | 5324   | 5,31  | Concejala |
| Marcelo Zunino Poblete       | Alianza                  | RN      | 5160   | 5,15  | Concejal  |
| Inés Gallardo Fuentes        | Concertación Progresista | PPD     | 4314   | 4,31  | Concejala |
| Soledad Pérez Peña           | Concertación Progresista | PRSD    | 3879   | 3,87  |           |
| Verónica Aliaga Ramírez      | Concertación Democrática | PS      | 3493   | 3,48  | Concejala |
| Susana Rosa Hernández Collao | Juntos Podemos Más       | PC      | 3490   | 3,48  | Concejala |
| José Luis Alegría Tobar      | Concertación Democrática | PS      | 3396   | 3,39  | Concejal  |